# 풀프레임 DSLR

대부분의 현재 디지털 카메라에 사용되는 센서 크기, 35mm 포맷과의 상대적 크기

풀 프레임 DSLR(Full-Frame DSLR)은 35mm 이미지 센서 포맷 (36mm × 24mm)을 사용하는 디지털 일안 반사식 카메라 (DSLR)이다. 역사적으로 35mm는 중형 포맷 및 대형 포맷과 함께 표준 필름 포맷 중 하나였다. 컴팩트 카메라와 SLR 모델 모두에서 많은 디지털 카메라가 35mm보다 작은 프레임을 사용하는데, 이는 더 작은 크기로 이미지 센서를 제조하는 것이 더 쉽고 저렴하기 때문이다. 역사적으로 니콘 NASA F4 또는 코닥 DCS 100과 같은 초기 디지털 SLR 모델도 더 작은 센서를 사용했다.
코닥은 아이맥스 부사장(senior vice president of IMAX)에 따르면 35mm 필름(아카데미 포맷, 21.0mm × 15.2mm)이 6K 수평 해상도에 해당한다고 밝혔다. 이는 풀프레임 크기에서 10K 수평 해상도에 해당한다.

## 35mm 필름 카메라 렌즈의 사용
렌즈 마운트가 호환된다면, 수동 초점 모델을 포함하여 35mm 카메라용으로 설계된 많은 렌즈를 DSLR 카메라에 장착할 수 있다. 필름 또는 디지털용 풀프레임 카메라용으로 설계된 렌즈를 더 작은 센서 크기를 가진 DSLR에 장착하면 렌즈의 이미지 서클 중심 부분만 캡처된다. 가장자리는 잘려나가는데, 이는 이미지 영역의 중심 부분을 확대하는 것과 같다. 풀프레임 35mm 포맷 크기와 더 작은 포맷 크기 간의 비율은 "크롭 팩터" 또는 "초점 거리 배율"로 알려져 있으며, 풀프레임이 아닌 디지털 SLR의 경우 일반적으로 1.3–2.0 범위에 있다.

## 풀프레임 디지털 SLR의 장점과 단점

### 35mm 렌즈

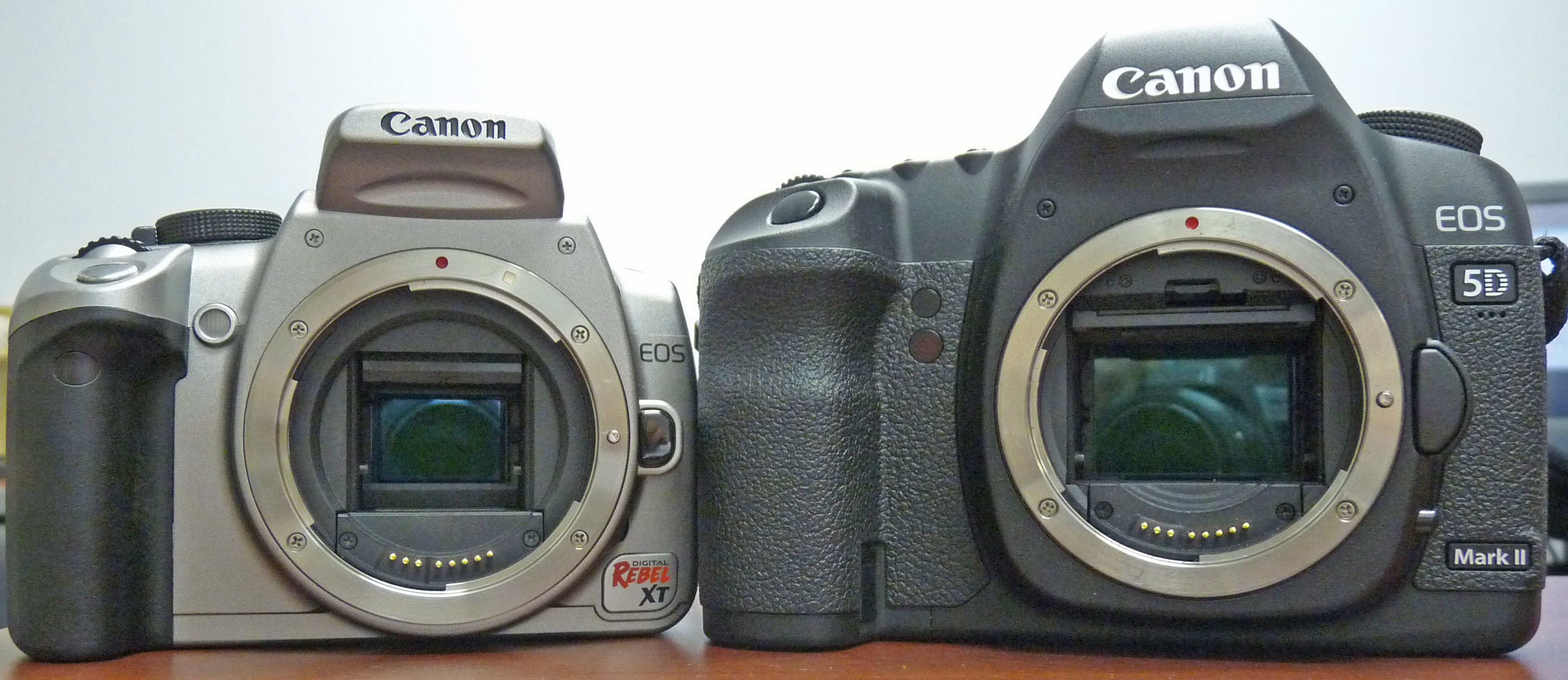
APS-C 포맷 DSLR(왼쪽)과 풀프레임 DSLR(오른쪽)은 센서 크기의 차이를 보여준다.

풀프레임 필름 또는 디지털 카메라용으로 설계된 렌즈와 함께 사용될 때, 풀프레임 DSLR은 작은 센서를 가진 카메라에 비해 여러 가지 이점을 제공한다. 한 가지 이점은 풀프레임 35mm용으로 설계된 광각 렌즈가 동일한 넓은 화각을 유지한다는 점이다. 작은 센서 DSLR에서는 광각 렌즈가 35mm 필름 카메라의 더 긴 초점 거리 렌즈와 동일한 더 작은 화각을 가진다. 예를 들어, 크롭 팩터가 1.5인 카메라의 24mm 렌즈는 62° 대각선 화각을 가지며, 이는 35mm 필름 카메라의 36mm 렌즈와 동일하다. 풀프레임 디지털 카메라에서는 24mm 렌즈가 35mm 필름 카메라에서와 동일한 84° 화각을 가진다.
동일한 렌즈를 풀프레임 및 크롭 포맷 모두에서 사용하고, 각 포맷에서 동일한 시야(즉, 피사체의 동일한 프레이밍)를 갖도록 피사체 거리를 조정하면, 피사계 심도는 포맷 크기에 반비례하므로, 동일한 조리개 값에서 풀프레임 포맷은 피사계 심도가 더 얕다. 마찬가지로, 동일한 피사계 심도를 위해서는 풀프레임 포맷이 더 큰 조리개 값(즉, 더 작은 조리개 직경)을 필요로 한다. 이 관계는 근사적이며 중간 피사체 거리에서 유효하며, 더 작은 포맷의 거리가 과초점 거리에 접근하고, 더 큰 포맷의 배율이 매크로 범위에 접근함에 따라 깨진다.
광학적 품질에도 영향이 있다—렌즈의 이미지가 효과적으로 잘리기 때문만이 아니라—많은 렌즈 설계가 이제 36mm × 24mm보다 작은 센서에 최적화되어 있기 때문이다. 모든 SLR 렌즈의 후방 요소는 셔터가 풀릴 때 카메라의 반사경이 위로 움직일 수 있는 여유 공간이 있어야 한다; 광각 렌즈의 경우 이는 일반적으로 열등한 광학 품질을 가진 레트로포커스 설계를 필요로 한다. 크롭 포맷 센서는 더 작은 미러를 가질 수 있으므로 더 적은 여유 공간이 필요하며, EF-S 렌즈와 같이 캐논 APS-C 크기 바디용으로 설계된 일부 렌즈는 더 짧은 후면 초점 거리로 설계되었지만, 더 큰 센서가 있는 바디에서는 사용할 수 없다.
풀프레임 센서는 광각 원근 제어 또는 틸트/시프트 렌즈에도 유용할 수 있다; 특히, 더 넓은 화각은 종종 건축사진에 더 적합하다.
풀프레임 DSLR이 광각 사진에 이점을 제공하는 반면, 작은 센서 DSLR은 렌즈의 망원 효과를 향상시키기 때문에 망원 사진에 일부 이점을 제공한다. 예를 들어, 크롭 팩터가 1.5배인 카메라의 200mm 렌즈는 풀프레임 카메라의 300mm 렌즈와 동일한 화각을 가진다. 주어진 픽셀 수에서 추가적인 "도달 거리"는 야생 동물이나 스포츠와 같은 특정 사진 분야에서 도움이 될 수 있다.
더 작은 센서는 또한 더 넓은 범위의 렌즈 사용을 허용하는데, 특정 유형의 광학적 불순물(특히 비네팅)이 렌즈 가장자리 주변에서 가장 잘 보이기 때문이다. 렌즈의 중심만 사용함으로써 이러한 불순물은 눈에 띄지 않는다. 실제로 이는 품질 저하 없이 저렴한 렌즈 사용을 가능하게 한다.
마지막으로, 풀프레임 센서는 높은 ISO에서 더 낮은 노이즈 레벨 및 캡처된 이미지에서 더 넓은 동적 범위를 제공하는 센서 설계를 가능하게 한다. 풀프레임 센서에서는 픽셀 밀도가 낮다. 이는 픽셀이 서로 더 멀리 떨어져 있거나, 각 광다이오드가 약간 더 큰 크기로 제조될 수 있음을 의미한다. 더 큰 픽셀 크기는 더 많은 빛을 포착할 수 있어 광다이오드의 과포화 전에 더 많은 빛을 포착할 수 있다는 장점이 있다. 또한, 더 큰 광다이오드 또는 광다이오드 간의 더 넓은 간격으로 인해 인접 픽셀과 그들의 EMF(전자기장)에 의한 노이즈가 덜 발생한다. 주어진 픽셀 수에 대해 더 큰 센서는 더 넓은 동적 범위와 높은 ISO 레벨에서 더 낮은 노이즈를 제공하는 더 큰 픽셀 또는 포토사이트를 허용한다. 결과적으로 풀프레임 DSLR은 특정 고대비 또는 저조도 상황에서 더 나은 품질의 이미지를 생성할 수 있다.
풀프레임 센서의 생산 비용은 APS-C 센서 비용의 20배를 초과할 수 있다. 8-인치 (200 mm) 실리콘 웨이퍼에 풀프레임 센서 20개만 들어갈 수 있으며, 수율은 센서의 넓은 면적이 오염 물질에 매우 취약하기 때문에 비교적 낮다—20개의 균등하게 분포된 결함은 이론적으로 전체 웨이퍼를 망칠 수 있다. 또한, 풀프레임 센서가 처음 생산될 때 포토리소그래피 단계에서 세 번의 개별 노광이 필요하여 마스크 및 노광 공정의 수가 세 배로 늘어났다. 현대의 포토리소그래피 장비는 이제 풀프레임 센서에 대한 단일 패스 노광을 허용하지만, 다른 크기 관련 생산 제약은 거의 동일하게 유지된다.
주로 전문적인 사용을 위한 일부 풀프레임 DSLR은 일반 소비자용 DSLR보다 더 많은 기능을 포함하고 있으므로, 일부 더 큰 크기와 증가된 질량은 풀프레임 센서의 본질적인 결과라기보다는 더 견고한 구조와 추가 기능의 결과이다.

## 과거 및 현재의 풀프레임 DSLR

### DSLR
- 캐논 EOS-1Ds (2002)
- 캐논 EOS-1Ds Mark II (2004)
- 캐논 EOS-1Ds Mark III (2007)
- 캐논 EOS-1D X (2012)[11]
- 캐논 EOS-1D X Mark II (2016년 2월 2일)
- 캐논 EOS-1D X Mark III (2020년 1월)
- 캐논 EOS 5D (2005)
- 캐논 EOS 5D Mark II (2008)
- 캐논 EOS 5D Mark III (2012년 3월 2일)
- 캐논 EOS 5Ds / 5Ds R (2015년 2월 6일)
- 캐논 EOS 5D Mark IV (2016년 8월)
- 캐논 EOS 6D (2012년 9월 17일)[12]
- 캐논 EOS 6D Mark II (2017년 6월 30일)
- 콘탁스 N 디지털 (2002)

- 코닥 DCS Pro 14n (2003)

- 코닥 DCS Pro SLR/c (2004)
- 코닥 DCS Pro SLR/n (2004)니콘 D6는 니콘의 주력 풀프레임 DSLR이다.
- 니콘 D3 (2007)
- 니콘 D3X (2008)[13]
- 니콘 D3s (2009)[14]
- 니콘 D4 (2012)[15]

니콘 D6는 니콘의 주력 풀프레임 DSLR이다.

- 니콘 D4s (2014년 2월 24일)
- 니콘 D5 (2016년 1월 6일)
- 니콘 D6 (2020년 2월 11일)
- 니콘 D800[16] / 니콘 D800E (2012)
- 니콘 D810 (2014년 6월 26일)
- 니콘 D850 (2017년 8월 24일)
- 니콘 Df (2013년 11월 5일)[17]
- 니콘 D700 (2008)
- 니콘 D750 (2014년 9월 12일)
- 니콘 D780 (2020년 1월)
- 니콘 D600 (2012년 9월 13일)[18]
- 니콘 D610 (2013년 10월 8일)[19]

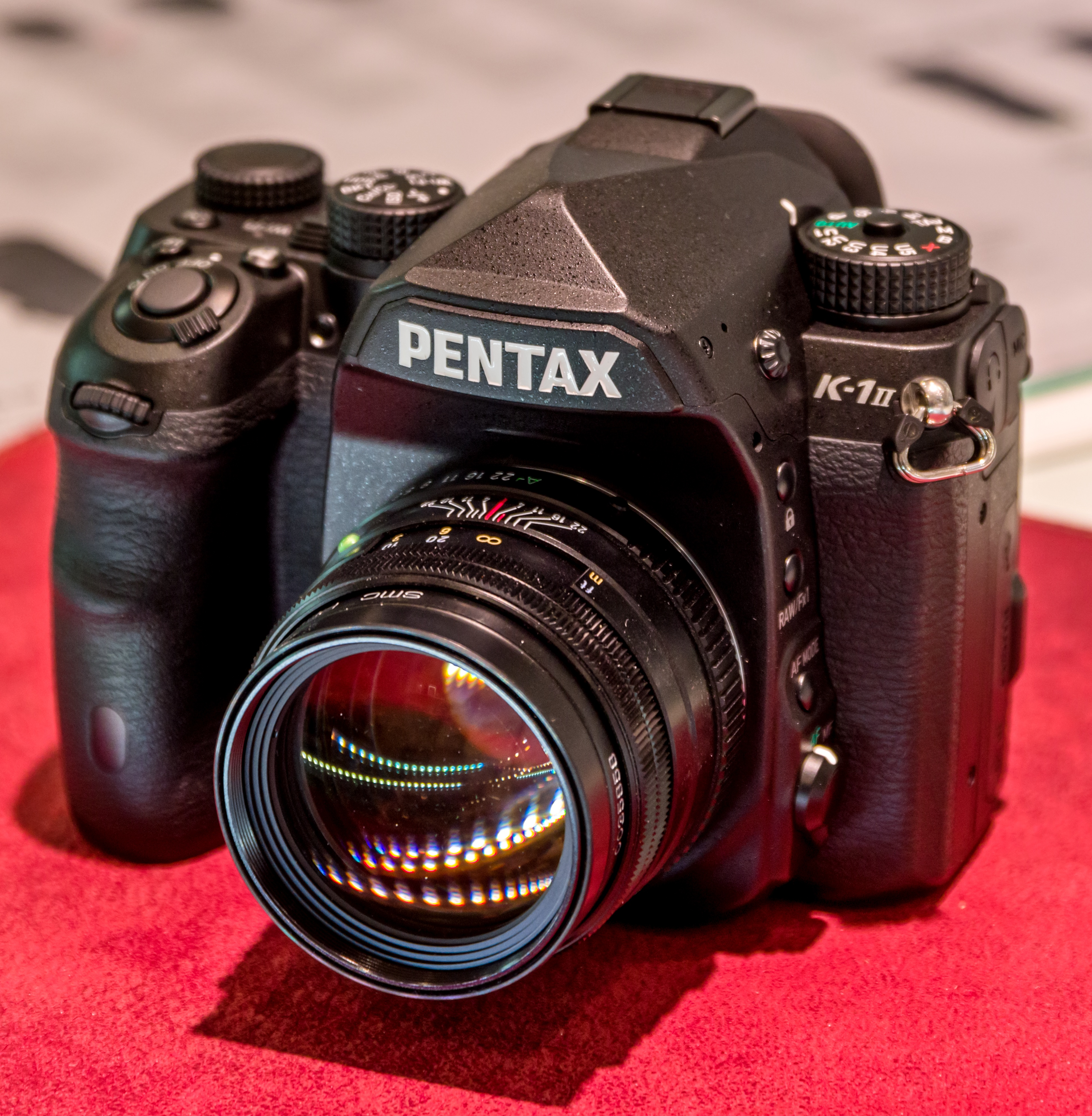
펜탁스 K-1 II는 펜탁스의 주력 풀프레임 DSLR이다.

- 펜탁스 K-1 (2016년 2월 18일)
- 펜탁스 K-1 II (2018년 2월 21일)
- 소니 DSLR-A900 (2008)
- 소니 DSLR-A850 (2009)[20]
- 소니 α SLT-A99 / 소니 α SLT-A99V (2012년 9월 12일)[21] (반투명 SLT 미러 사용)
- 소니 α ILCA-99M2 (2016)

니콘 E2/E2s (1994), E2N/E2NS (1996) 및 E3/E3S (1998) 디지털 SLR 카메라와 유사한 후지필름 후지스 DS-505/DS-515, DS-505A/DS-515A 및 DS-560/DS-565 모델은 풀프레임 35mm 시야를 더 작은 2/3인치 (대각선 11mm) CCD 이미저로 압축하기 위해 환원 광학 시스템(ROS)을 사용했다. 따라서 이들은 풀프레임 센서를 가진 디지털 SLR은 아니었지만, 주어진 렌즈에 대해 풀프레임 디지털 SLR과 동일한 화각을 가졌다; 화각에 대한 크롭 팩터는 없었다.
최초의 풀프레임 DSLR 카메라는 2000년에서 2002년경 일본에서 개발되었다: 펜탁스의 MZ-D, 콘탁스의 일본 R6D 팀이 개발한 N 디지털, 그리고 캐논의 EOS-1Ds이다.
니콘은 자사의 풀프레임 카메라를 FX 포맷으로, 더 작은 센서를 가진 렌즈 교환식 카메라 포맷을 DX 및 CX로 지정했다.

### 기타 기술
- 소니 핸디캠 NEX-VG900 (2012년 9월 발표) – 교환식 렌즈(소니 E-마운트)를 갖춘 35mm(24×36mm, "슈퍼 35mm" 아님) 풀프레임 비디오 카메라 (고해상도 사진 촬영도 가능)
- 소니 사이버샷 DSC-RX1 (2012년 9월 발표) 및 소니 사이버샷 DSC-RX1R (2013년 6월 발표) – 고정 렌즈를 갖춘 풀프레임 컴팩트 카메라
- 소니 사이버샷 DSC-RX1R II – 2015년 출시된 고정 렌즈를 갖춘 풀프레임 컴팩트 카메라

## 일부 풀프레임 DSLR 카메라의 특징
| 브랜드 | 모델명       | 센서 크기 | 유효 메가픽셀 | 렌즈 마운트     | 뷰파인더 커버리지               | 측광 영역 | 초점 포인트 | 최저 ISO        | 최고 ISO  | DxO 점수          | DxO ISO      | 연속 촬영       | LCD 크기        | LCD 관절 방식 | 라이브 뷰 | 동영상 모드 | 메모리 카드           | 비디오  | 크기 (mm)        | 무게 (g; 배터리 포함 여부?) | 발표일 (날짜) | 참고 자료                                                       |
| ------ | ------------ | --------- | ------------- | --------------- | ------------------------------- | --------- | ----------- | --------------- | --------- | ----------------- | ------------ | --------------- | --------------- | ------------- | --------- | ----------- | --------------------- | ------- | ---------------- | --------------------------- | ------------- | --------------------------------------------------------------- |
| 캐논   | 5D Mark IV   | 풀프레임  | 30.1          | EF              | 100                             | 252       | 61          | 50              | 102,400   | 91                | 2995         | 7               | 3.2             | 없음          | 예        | 예          | CF+SD                 |         | 150.7×116.4×75.9 | 890                         | 2016년 8월    | [1]                                                             |
| 캐논   | 1D X Mark II | 풀프레임  | 20.2          | EF              | 100                             | 216       | 61          | 50              | 409,600   | 88                | 3207         | 14              | 3.2             | 없음          | 예        | 예          | CF+CFast              |         | 158x168x83       | 1530                        | 2016년 2월    |                                                                 |
| 캐논   | 1D X         | 풀프레임  | 18.1          | EF              | 100                             | 252       | 61          | 50              | 204,800   | 82                | 2786         | 14              | 3.2             | 없음          | 예        | 예          | CF (2x)               |         | 158x164x83       | 1530                        | 2011년 10월   | 보관됨 2011-11-24 - 웨이백 머신                                 |
| 캐논   | 1Ds Mark III | 풀프레임  | 21.1          | EF              | 100                             | 63        | 45          | 50              | 3,200     | 80                | 1663         | 5               | 3               | 없음          | 예        | 아니요      | CF+SD                 |         | 150x160x80       | 1205                        | 2007년 8월    | 보관됨 2010-06-28 - 웨이백 머신                                 |
| 캐논   | 5D Mark III  | 풀프레임  | 22.3          | EF              | 100                             | 63        | 61          | 50              | 102,400   | 81                | 2293         | 6               | 3.2             | 없음          | 예        | 예          | CF+SD                 |         | 152x117x77       | 950 (배터리 제외 860)       | 2012년 3월    | 보관됨 2012-04-30 - 웨이백 머신 보관됨 2015-11-03 - 웨이백 머신 |
| 캐논   | 5D Mark II   | 풀프레임  | 21.1          | EF              | 98                              | 35        | 9           | 50              | 25,600    | 79                | 1815         | 3.9             | 3               | 없음          | 예        | 예          | CF                    |         | 152x114x75       | 810                         | 2008년 9월    | 보관됨 2010-08-14 - 웨이백 머신                                 |
| 캐논   | 6D           | 풀프레임  | 20.2          | EF              | 97                              | 63        | 11          | 50              | 102,400   | 82                | 2340         | 4.5             | 3               | 없음          | 예        | 예          | SD                    |         | 145x111x71       | 755 (배터리 제외 680)       | 2012년 9월    | 보관됨 2015-10-31 - 웨이백 머신                                 |
| 니콘   | D5           | 풀프레임  | 20.8          | F-마운트        | 100                             | 180,000   | 153         | 50              | 3,280,000 | 88                | 2434         | 12              | 3.2             | 없음          | 예        | 예          | SD (2x) 또는 XQD (2x) | 2160p30 | 160x159x92       | 1405(배터리 포함)           | 2017년 2월    |                                                                 |
| 니콘   | D4           | 풀프레임  | 16.2          | F-마운트        | 100                             | 91,000    | 51          | 50              | 204800    | 89                | 2965         | 11              | 3.2             | 없음          | 예        | 예          | CF + XQD              |         | 160x157x91       | 1180 (배터리 제외)          | 2012년 1월    | 보관됨 2012-03-22 - 웨이백 머신                                 |
| 니콘   | D3X          | 풀프레임  | 24.4          | F-마운트        | 100                             | 1,005     | 51          | 50              | 6,400     | 88                | 1992         | 5               | 3               | 없음          | 예        | 아니요      | CF (2x)               |         | 160x157x88       | 1220                        | 2008년 12월   | 보관됨 2013-08-02 - 웨이백 머신                                 |
| 니콘   | D3S          | 풀프레임  | 12.1          | F-마운트        | 100                             | 1,005     | 51          | 100             | 102,400   | 82                | 3253         | 9               | 3               | 없음          | 예        | 예          | CF (2x)               |         | 160x157x88       | 1246                        | 2009년 10월   | 보관됨 2013-08-01 - 웨이백 머신                                 |
| 니콘   | D850         | 풀프레임  | 45.7          | F-마운트        | 100                             | 180,000   | 153         | 64 (확장 시 32) | 25,600    | 100               | 2660         | 7               | 3.2             | 틸팅          | 예        | 예          | CF + XQD              | 2160p30 | 146x124x79       | 1005                        | 2017년 10월   |                                                                 |
| 니콘   | D810         | 풀프레임  | 36.3          | F-마운트        | 100                             | 91,000    | 51          | 64              | 51,200    |                   |              | 5               | 3.2             | 없음          | 예        | 예          | CF + SD               | 1920p60 | 146x123x82       | 980                         |               |                                                                 |
| 니콘   | D800         | 풀프레임  | 36.3          | F-마운트        | 100                             | 91,000    | 51          | 50              | 25,600    | 95                | 2853         | 4               | 3.2             | 없음          | 예        | 예          | CF + SD               |         | 145x122x82       | 900 (배터리 제외)           | 2012년 2월    | 보관됨 2012-03-28 - 웨이백 머신 보관됨 2012-06-24 - 웨이백 머신 |
| 니콘   | D780         | 풀프레임  | 24.3          | F-마운트        | 100                             | 91,000    | 51          | 100             | 51,200    |                   |              | 7               | 3.2             | 틸팅          | 예        | 예          | SDXC (2x)             |         | 143.4x115.5x76   | 840 배터리 포함             | 2020년 1월    |                                                                 |
| 니콘   | D750         | 풀프레임  | 24            | F-마운트        | 100                             | 91,000    | 51          | 100             | 12,800    | 93                | 2956         | 6.5             | 3.2             | 틸팅          | 예        | 예          | SD (2x)               |         | 141x113x78       | 840 배터리 포함             | 2014년 9월    |                                                                 |
| 니콘   | D700         | 풀프레임  | 12.1          | F-마운트        | 95                              | 1,005     | 51          | 100             | 25,600    | 80                | 2303         | 5               | 3               |               | 예        | 아니요      | CF                    |         | 147x123x77       | 995                         | 2008년 7월    | 보관됨 2013-08-01 - 웨이백 머신                                 |
| 니콘   | D600         | 풀프레임  | 24.3          | F-마운트        | 100                             | 2,016     | 39          | 50              | 25,600    | 94                | 2980         | 5.5             | 3.2             |               | 예        | 예          | SD (2x)               |         | 141x113x82       | 850 배터리 포함             | 2012년 9월    | 보관됨 2012-09-16 - 웨이백 머신                                 |
| 펜탁스 | K-1          | 풀프레임  | 36.3          | K 마운트        | 100                             | 86,000    | 33          | 100             | 204,800   | 96                | 3280         | 4.4             | 3.2             | 교차-틸트     | 예        | 예          | SDXC (2x)             | 1080p30 | 136.5x110x85.5   | 1010 배터리 포함            | 2016년 9월    |                                                                 |
| 펜탁스 | K-1 II       | 풀프레임  | 36.3          | K 마운트        | 100                             | 86,000    | 33          | 100             | 204,800   | 96                | 3280         | 4.4             | 3.2             | 교차-틸트     | 예        | 예          | SDXC (2x)             | 1080p30 | 136.5x110x85.5   | 1010 배터리 포함            | 2018년 2월    |                                                                 |
| 소니   | 알파 900     | 풀프레임  | 24.6          | 소니 α/미놀타 A | 100                             | 40        | 9           | 100             | 6400      | 79                | 1431         | 5               | 3               |               | 아니요    | 아니요      | CF, MS                |         | 156x117x82       | 895 배터리 포함             | 2008년 9월    | 보관됨 2013-09-26 - 웨이백 머신                                 |
| 소니   | 알파 850     | 풀프레임  | 24.6          | 소니 α/미놀타 A | 98                              | 40        | 9           | 100             | 6400      | 79                | 1415         | 3               | 3               |               | 아니요    | 아니요      | CF, MS                |         | 156x117x82       | 895                         | 2009년 8월    | 보관됨 2013-09-26 - 웨이백 머신                                 |
| 브랜드 | 모델명       | 센서 크기 | 유효 메가픽셀 | 렌즈 마운트     | 뷰파인더 커버리지 (프레임 비율) | 측광 영역 | 초점 포인트 | 최저 ISO        | 최고 ISO  | DxOMark 센서 점수 | DxO ISO 성능 | 연속 촬영 (fps) | LCD 크기 (인치) | LCD 관절 방식 | 라이브 뷰 | 동영상 모드 | 메모리 카드 종류      | 비디오  | 크기 (mm)        | 무게 (g)                    | 발표일 (날짜) | 참고 자료                                                       |

## 풀프레임 디지털 SLR 프로토타입
- 펜탁스 MZ-D "MR-52" (2000년 발표, 펜탁스 MZ-S 기반, 콘탁스 N과 동일한 센서 사용, 양산되지 않음)[33]
- 소니 알파 플래그십 모델 "CX62500" (PMA 2007에서 발표, 1년 반 뒤에 DSLR-A900 (일명 "CX85100")이 된 초기 프로토타입, 그러나 많은 세부 차이가 있음)[34][35]

## 같이 보기
- 니콘 FX 포맷
- 어드밴스드 포토 시스템
- 포서즈 시스템
- 중형포맷
- 이미지 센서
- 자이델의 5대 수차